# Espacio cuasi barrilado
En análisis funcional y en otras áreas relacionadas de las matemáticas, se dice que un espacio vectorial topológico (EVT) localmente convexo es un espacio infrabarrilado si cada conjunto barrilado acotado del espacio es un entorno del origen.
Por otro lado, un espacio cuasi barrilado es un espacio infrabarrilado para el que cada conjunto barrilado acotado y además bornívoro del espacio, es un entorno del origen. Los espacios cuasi barrilados se estudian porque son un debilitamiento de la condición definitoria de los espacios barrilados, para los que se cumple una forma del teorema de Banach-Steinhaus.

## Definición
Un subconjunto {\displaystyle B} de un espacio vectorial topológico (EVT) {\displaystyle X} se llama bornívoro si absorbe todos los subconjuntos acotados de {\displaystyle X}; es decir, si para cada subconjunto acotado {\displaystyle S} de {\displaystyle X,} existe algún escalar {\displaystyle r} tal que {\displaystyle S\subseteq rB.}
Un conjunto barrilado o un barril en un EVT es un conjunto que es convexo, equilibrado, absorbente y cerrado.
Un espacio cuasi barrilado es un EVT para el cual cada conjunto de barriles bornívoros en el espacio es un entorno del origen.

## Propiedades
Cada espacio infrabarrilado cuasi completo es barrilado.
Un espacio cuasi barrilado de Hausdorff localmente convexo que es secuencialmente completo tiene forma de barril.
Un espacio cuasi barrilado de Hausdorff localmente convexo es un espacio de Mackey, cuasi M barrilado y cuasi barrilado numerable.
Un espacio cuasi barrilado localmente convexo que también es barrilado numerable, es necesariamente un espacio barrilado.
Un espacio localmente convexo es reflexivo si y solo si es semireflexivo y tiene un cuasi barrilado.

## Caracterizaciones
Si {\displaystyle X} es un espacio localmente convexo de Hausdorff, entonces la inyección canónica de {\displaystyle X} en su bidual es un embebido topológico si y solo si {\displaystyle X} es infrabarrilado.
Un espacio vectorial topológico de Hausdorff {\displaystyle X} es cuasi barrilado si y solo si todo operador lineal cerrado acotado desde {\displaystyle X} hasta un EVT metrizable completo es continuo.
Por definición, un operador lineal {\displaystyle F:X\to Y} se llama cerrado si su grafo es un subconjunto cerrado de {\displaystyle X\times Y.}
Para un espacio localmente convexo {\displaystyle X} con {\displaystyle X^{\prime }} dual continuo, las siguientes expresiones son equivalentes:
1. {\displaystyle X} es cuasi barrilado.
2. Cada seminorma semicontinua inferior acotada en {\displaystyle X} es continua.
3. Cada subconjunto acotado por {\displaystyle \beta (X',X)} del espacio dual continuo {\displaystyle X^{\prime }} es equicontinuo.

Si {\displaystyle X} es un EVT localmente convexo metrizable, entonces las siguientes proposiciones son equivalentes:
1. El espacio dual fuerte de {\displaystyle X} es cuasi barrilado.
2. El espacio dual fuerte de {\displaystyle X} es barrilado.
3. El espacio dual fuerte de {\displaystyle X} es bornológico.

## Ejemplos y condiciones suficientes
Cada espacio barrilado es infrabarrilado. 
Sin embargo, un subespacio vectorial cerrado de un espacio infrabarrilado no es necesariamente infrabarrilado.
Todo producto y suma directa localmente convexa de cualquier familia de espacios infrabarrilados es infrabarrilado.
Cada cociente separated de un espacio infrabarril es infrabarril. 
Cada espacio barrilado de Hausdorff y cada espacio bornológico de Hausdorff son cuasi barrilados.
Por tanto, cada espacio vectorial topológico metrizable es cuasi barrilado.
Debe tenerse en cuenta que existen espacios cuasi barrilados que no son ni barrilados ni bornológicos.
Existen espacios de Mackey que no son cuasi barrilados.
Existen espacios espacios distinguidos, espacios DF y espacios barrilados {\displaystyle \sigma } que no son cuasi barrilados.
El espacio dual fuerte {\displaystyle X_{b}^{\prime }} de un espacio de Fréchet {\displaystyle X} es distinguido si y solo si {\displaystyle X} es cuasi barrilado.

### Contraejemplos
Existe un espacio DF que no es cuasi barrilado.
Existe un espacio DF cuasi barrilado que no es bornológico.
Existe un espacio cuasi barrilado que no es un espacio barrilado numerable.